# Universidade de Las Palmas de Gran Canaria
A Universidade de Las Palmas de Gran Canaria (em castelhano: Universidad de Las Palmas de Gran Canaria) é uma instituição de ensino superior pública com sede em Las Palmas de Gran Canaria, na Espanha. Fundada em 26 de abril de 1989, possuía 20.356 e 1.648 docentes em 2019. Seu atual reitor é Rafael Robaina Romero.